# Fimbristylis merrillii
Fimbristylis merrillii är en halvgräsart som beskrevs av Johannes Hendrikus Kern. Fimbristylis merrillii ingår i släktet Fimbristylis och familjen halvgräs. IUCN kategoriserar arten globalt som livskraftig.

## Underarter
Arten delas in i följande underarter:
- F. m. merrillii
- F. m. sofiyae